# Grand Pilier d’Angle
Der Grand Pilier d’Angle ist eine Erhebung aus dem Peutereygrat, der von Osten zum Mont Blanc de Courmayeur hinauf zieht. Er hat eine Höhe von 4243 m, eine Schartenhöhe von 35 Metern und eine Dominanz von 0,7 Kilometern. Er befindet sich im italienischen Teil der Mont-Blanc-Gruppe in der Region Aostatal.
Der Grand Pilier d’Angle, bis dahin nur ein Punkt im Peutereygrat, rückte erst durch die Erstbegehungen von Walter Bonatti in der Ost- und Nordwand in den 1950er und 1960er Jahren in die bergsteigerische Aufmerksamkeit.